# Willis G. Sears

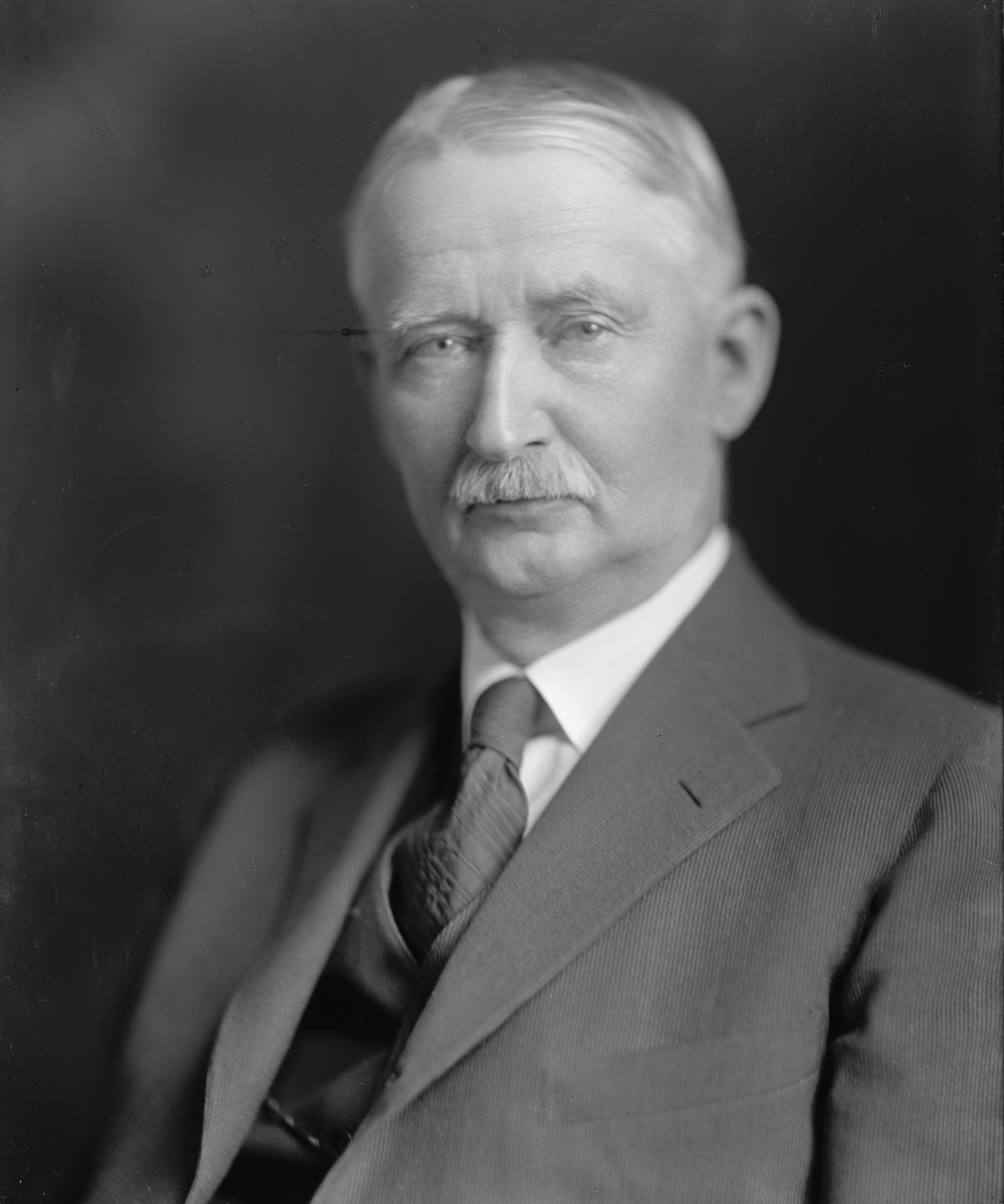
Willis G. Sears

Willis Gratz Sears (* 16. August 1860 in Willoughby, Lake County, Ohio; † 1. Juni 1949 in Omaha, Nebraska) war ein US-amerikanischer Politiker (Republikanische Partei). Zwischen 1923 und 1931 vertrat er den zweiten Wahlbezirk des Bundesstaates Nebraska im US-Repräsentantenhaus.

## Werdegang
Willis Sears besuchte die öffentlichen Schulen seiner Heimat. Im Jahr 1879 zog er nach Nebraska. Nach einem Jurastudium an der University of Kansas und seiner 1884 erfolgten Zulassung als Rechtsanwalt begann er in Tekamah im Burt County in seinem neuen Beruf zu arbeiten. Zwischen 1895 und 1901 war er auch Bezirksstaatsanwalt im Burt County. Von 1901 bis 1904 gehörte er als Abgeordneter dem Repräsentantenhaus von Nebraska an; im Jahr 1901 war er auch Präsident des Hauses. Danach amtierte er bis 1923 als Richter im vierten juristischen Bezirk von Nebraska.
1922 wurde Willis Sears im zweiten Wahlbezirk von Nebraska in das US-Repräsentantenhaus gewählt, wo er am 4. März 1923 Albert W. Jefferis ablöste. Nachdem er bei den folgenden Wahlen bis einschließlich 1928 jeweils in seinem Amt bestätigt wurde, konnte er bis zum 3. März 1931 vier Legislaturperioden im Kongress absolvieren. Dort war er zeitweise Vorsitzender des Ausschusses, der sich mit den Ausgaben des Justizministeriums befasste, sowie Mitglied des Wahlausschusses. Für die Wahlen des Jahres 1930 wurde er von seiner Partei nicht mehr nominiert.
Nach dem Ende seiner Zeit im Kongress in Washington, D.C. arbeitete Sears wieder als Rechtsanwalt. Von 1932 bis 1948 war er wieder Richter im vierten Bezirk. Er starb am 1. Juni 1949 und wurde in Tekamah beigesetzt.